# Chiesa di Santa Maria delle Grazie (Robecchetto con Induno)
La chiesa di Santa Maria delle Grazie è la parrocchiale di Robecchetto, frazione-capoluogo del comune sparso di Robecchetto con Induno, in città metropolitana e arcidiocesi di Milano; fa parte del decanato di Castano Primo.

## Storia
A partire dal Cinquecento la parrocchia di Robecchetto è menzionata tra quelle comprese nella pieve di Dairago.
Attorno alla metà del XVIII secolo l'arcivescovo di Milano Giuseppe Pozzobonelli, durante la sua visita pastorale, trovò che il numero dei fedeli era pari a 554 e che la parrocchiale, in cui aveva sede la confraternita del Santissimo Sacramento, aveva come filiale l'oratorio di San Nicola in Patrignano.
Nel 1840 il marchese Federico Fagnani, alla sua morte, lasciò dei fondi per la ricostruzione della chiesa nominando la sorella Antonietta Fagnani Arese esecutrice testamentaria, che affidò il progetto all'architetto Giulio Aluisetti; la riedificazione fu portata a termine nella seconda metà di quel decennio e nel 1852 nel luogo di culto venne trasferita la parrocchialità.
Dalla relazione della visita pastorale del 1900 dell'arcivescovo Andrea Carlo Ferrari si apprende a servizio della cura d'anime vi era il solo parroco, che i fedeli ammontavano a 1400 e che la parrocchiale, da cui dipendevano gli oratori di San Vittore, della Beata Vergine del Carmine e di San Nicolao, era sede della confraternita del Santissimo Sacramento e delle Pie unioni dei luigini e delle Figlie di Maria; pochi anni dopo, nel 1908 il vescovo di Bobbio Luigi Maria Marelli impartì la consacrazione.
Tra il 1971 e il 1972, con la riorganizzazione territoriale dell'arcidiocesi voluta dall'arcivescovo Giovanni Colombo, la parrocchia confluì nel decanato di Castano Primo.
Tra il 1999 e i primi anni 2000 la chiesa venne interessata da un importante restauro, in occasione del quale si provvide a sostituire il pavimento, e dall'intervento di adeguamento liturgico secondo le norme postconciliari mediante l'aggiunta dell'ambone e dell'altare rivolto verso l'assemblea, consacrato nel 2003.

## Descrizione

### Esterno
La neoclassica facciata della chiesa, rivolta a ponente, è suddivisa in due registri. Il registro inferiore presenta il portale d'ingresso timpanato e due nicchie con statue ed è scandito da lesene e semicolonne sorreggenti il frontone, mentre il registro superiore è caratterizzato da una finestra a lunetta.
Annesso alla parrocchiale è il campanile a base quadrata, la cui cella, a pianta poligonale, presenta delle aperture ed è coronata dalla cupoletta.

### Interno
L'interno dell'edificio, la cui pianta è a croce greca, si compone di un'unica navata, sulla quale si affacciano le cappelle laterali e i bracci del transetto, introdotti da archi a tutto sesto, e le cui pareti sono scandite da lesene con capitelli ionici sorreggenti la trabeazione modanata e aggettante; al termine dell'aula si sviluppa il presbiterio, rialzato di alcuni gradini, ospitante l'altare maggiore e chiuso dall'abside di forma semicircolare.